# Astrogorgia sara
Astrogorgia sara is een zachte koraalsoort uit de familie Plexauridae. De koraalsoort komt uit het geslacht Astrogorgia. Astrogorgia sara werd in 2000 voor het eerst wetenschappelijk beschreven door Grasshoff. 